# Saltville
Saltville è un comune degli Stati Uniti d'America, situato nello Stato della Virginia, diviso tra la contea di Smyth e la contea di Washington.